# Востошма (Костромская область)
Востошма — населённый пункт (тип: железнодорожная станция) в составе Дмитриевского сельского поселения Галичского района Костромской области России.

## География
Расположена у железнодорожной линии Кострома—Галич Северной железной дороги, при одноимённой платформе Востошма (бывшем разъезде) и у реки Востошма (левый приток р. Челсма).

## История
Населённый пункт появился при строительстве железной дороги. В селении жили семьи тех, кто обслуживал железнодорожную инфраструктуру разъезда Востошма.
До муниципальной реформы 2010 года населённый пункт относился к Челменскому сельскому поселению.

## Население
| 2008 | 2010 | 2012 | 2014 |
| ---- | ---- | ---- | ---- |
| 2    | ↗3   | ↘2   | ↗5   |

### Национальный состав
Согласно результатам переписи 2002 года, в национальной структуре населения русские составляли 100 % из 2 чел.

## Инфраструктура
Путевое хозяйство. Действует железнодорожная платформа Востошма. 

## Транспорт
Железнодорожный транспорт.